# Староякупово (Зілаїрський район)
Старояку́пово (рос. Староякупово, башк. Иҫке Якуп) — присілок у складі Зілаїрського району Башкортостану, Росія. Входить до складу Матраєвської сільської ради.
Населення — 50 осіб (2010; 80 в 2002).
Національний склад:
- башкири — 100%